# Zdislavina studánka
Zdislavina studánka se nachází na katastru Lvové, místní části města Jablonné v Podještědí v okrese Liberec v Libereckém kraji.  Studánka s přilehlým empírovým glorietem je součástí území krajinné památkové zóny Lembersko, která byla Ministerstvem kultury České republiky vyhlášena v roce 1996, a zároveň je i součástí památkově chráněného areálu lemberského zámku. Studánka je spojena s legendou o léčitelských schopnostech svaté Zdislavy z Lemberka a již krátce po její smrti v roce 1252 se stala neoficiálním poutním místem. Tento kult byl znovu oživen v 17. století. V 19. století byla studánka a její okolí upraveny jako poutní místo a tato podoba i zájem veřejnosti do určité míry přetrvaly až do 21. století.

## Geografická poloha
Zdislavina studánka leží na levém břehu Panenského potoka v oblasti geomorfologického okrsku Podještědské pahorkatiny, která je součástí Zákupské pahorkatiny - geomorfologického podcelku Ralské pahorkatiny. Pramen vyvěrá v nadmořské výšce přibližně 309 metrů z pískovcových skal pod západními svahy vrchu, historicky nazývaného Krutina, na němž stojí zámek Lemberk, Bredovský letohrádek a další obytné, hospodářské, umělecké, sakrální a technické památkově chráněné objekty.

## Historie
Historie studánky je nedílně spjata s osudy Zdislavy, dcery Přibyslava z Křižanova, která se po sňatku s Havlem z rodu Markvarticů přistěhovala do jeho sídla v Jablonném v Podještědí. Podobně jako některé další příslušnice vysoké šlechty ve 13. století, jako byla například Anežka Přemyslovna, zvaná Anežka Česká, Hedvika ze Slezska či Alžběta Durynská, také Zdislava z Lemberka se kromě péče o svou početnou rodinu věnovala jako laická členka dominikánského řádu také péči o chudé a nemocné. Podle tradice a legend významnou roli přitom sehrávalo to, že k léčení používala vodu z místního pramene, který údajně měla sama objevit a odkrýt.  Dle dobových zdrojů se například v kronice  tak řečeného Dalimila z počátku 14. století o Zdislavě z Lemberka píše : "Pět mrtvých jest boží mocí vzkřísila, mnoho slepých prosvietila, chromých a malomocných mnoho uzdravila a nad jinými pracnými veliké divy činila." 

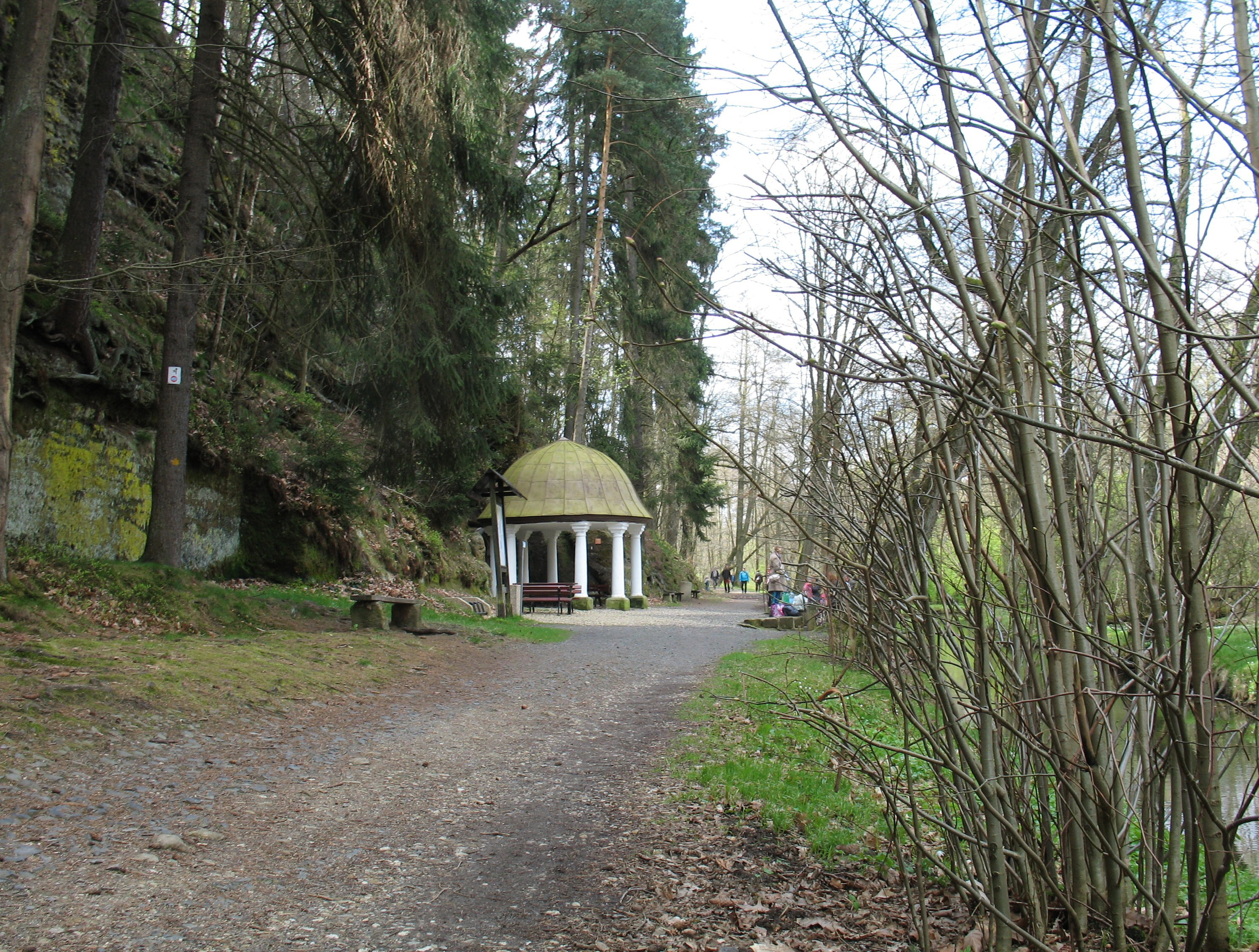
Cesta ke studánce

První konkrétní písemné zprávy přímo o studánce se však objevují až v polovině 19. století, kdy měšťan a rychtář Jung Richter z Jablonného nechal na památku svého zázračného uzdravení upravit studánku, do té doby zvanou Bodláková (německy Distelborn). Při té příležitosti byla ve skalním výklenku umístěna pískovcová soška Zdislavy z Lemberka (ve výklenku za mříží je v současnosti kopie původní sošky světice).
V roce 1862 byl nad pramenem vystavěn gloriet s osmi toskánskými sloupky a pramen byl ohraničen pískovcovými kvádry. Na konci 19. století byl vývěr vody z pramene odveden potrubím pod cestou na břeh Panenského potoka. Poslední stavební úpravy Zdislaviny studánky provedlo město Jablonné v Podještědí v 90. letech 20. století.

## Nejbližší okolí
V bezprostřední blízkosti - ve vzdálenosti zhruba 75 metrů vzdušnou čarou výše na svahu, po cestě je vzdálenost asi 200 metrů - se nachází středověká hřbitovní kaple Nejsvětější Trojice, která je obvykle nazývána Zdislavina kaple. Tato kaple je rovněž spojována s životem a léčitelskými schopnostmi Zdislavy z Lemberka a někdy je dokonce uvažována jako původní místo, kde byla svatá Zdislava pohřbena. Podle jiných zdrojů však kaple pochází až z  konce 14. století, kdy byla založena posledním mužským potomkem rodu Markvarticů Haškem z Lemberka, jenž je zde také spolu se svojí ženou pohřben. V roce 1657 byla kaple renesančně přebudována a v 19. století upravena jako poutní místo, související s kultem svaté Zdislavy. Kaple je nepřístupná, vchod na hřbitov i do kaple byly zazděny, jelikož vnitřní prostory a krypta pod objektem byly devastovány zloději a hledači pokladů. Ke kapli a ke studánce vede od Bredovského letohrádku 350 metrů dlouhá památkově chráněná lipová alej. Přibližně 200 metrů od Zdislaviny studánky při cestě proti proudu Panenského potoka se nachází Černá tůň, do které ústí starý odtokový náhon, vytesaný v pískovci při úpravách rybníků v 18. století. Stejná vzdálenost - zhruba 200 metrů, avšak na opačnou stranu - dělí studánku od severovýchodního břehu Markvartického rybníka, napájeného Panenským potokem. 

## Zajímavosti
- V přírodním léčitelství je zdůrazňována zdejší blízkost zdrojů "živé" vody (Zdislavina studánka) a "mrtvé" vody (Černá tůň) v této lokalitě a mimořádný význam tohoto neobvyklého jevu.[12]
- Se zázračnou mocí studánky a potažmo i Zdislavina odkazu je spojován kuriózní příběh z druhé poloviny 20. století, zaznamenaný v archívu kláštera v Jablonném v Podještědí. K nečekané události mělo dojít poté, kdy komunističtí představitelé Městského národního výboru v Jablonném chtěli ohrozit Zdislavinu pověst a popularitu tohoto léčivého pramene a u studánky umístili tabulku se sdělením, že zdejší voda je závadná. Vzápětí došlo k fatální poruše všech čerpadel vodovodní sítě ve městě. Pokusy o opravu byly marné a jediním použitelným vodním zdrojem v okolí zůstala Zdislavina studánka. Nepravdivá informace o její závadnosti byla odstraněna a teprvé poté byl rozvod vody ve městě opět uveden do provozu.[13]

## Fotogalerie

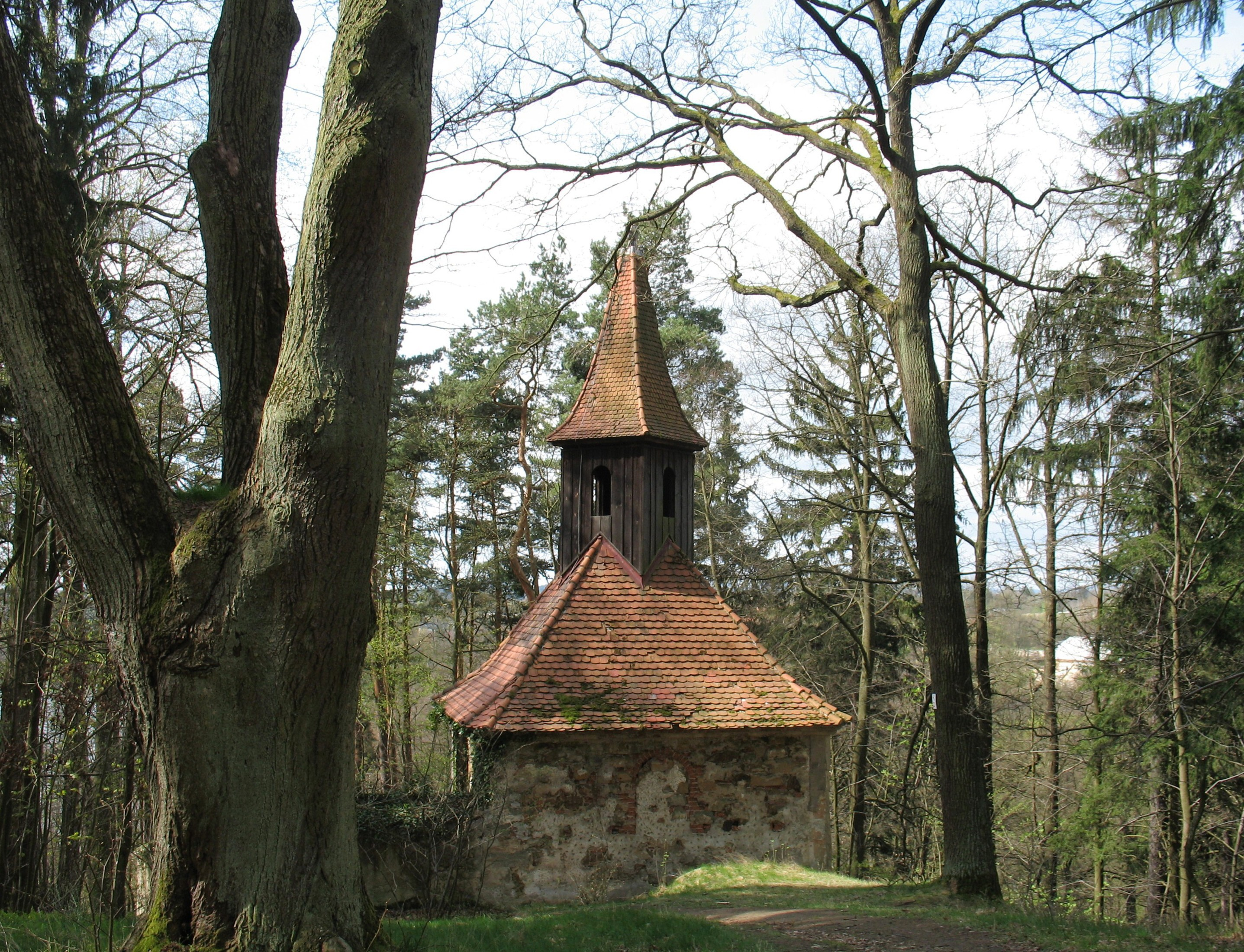
Kaple Nejsvětější Trojice nedaleko studánky
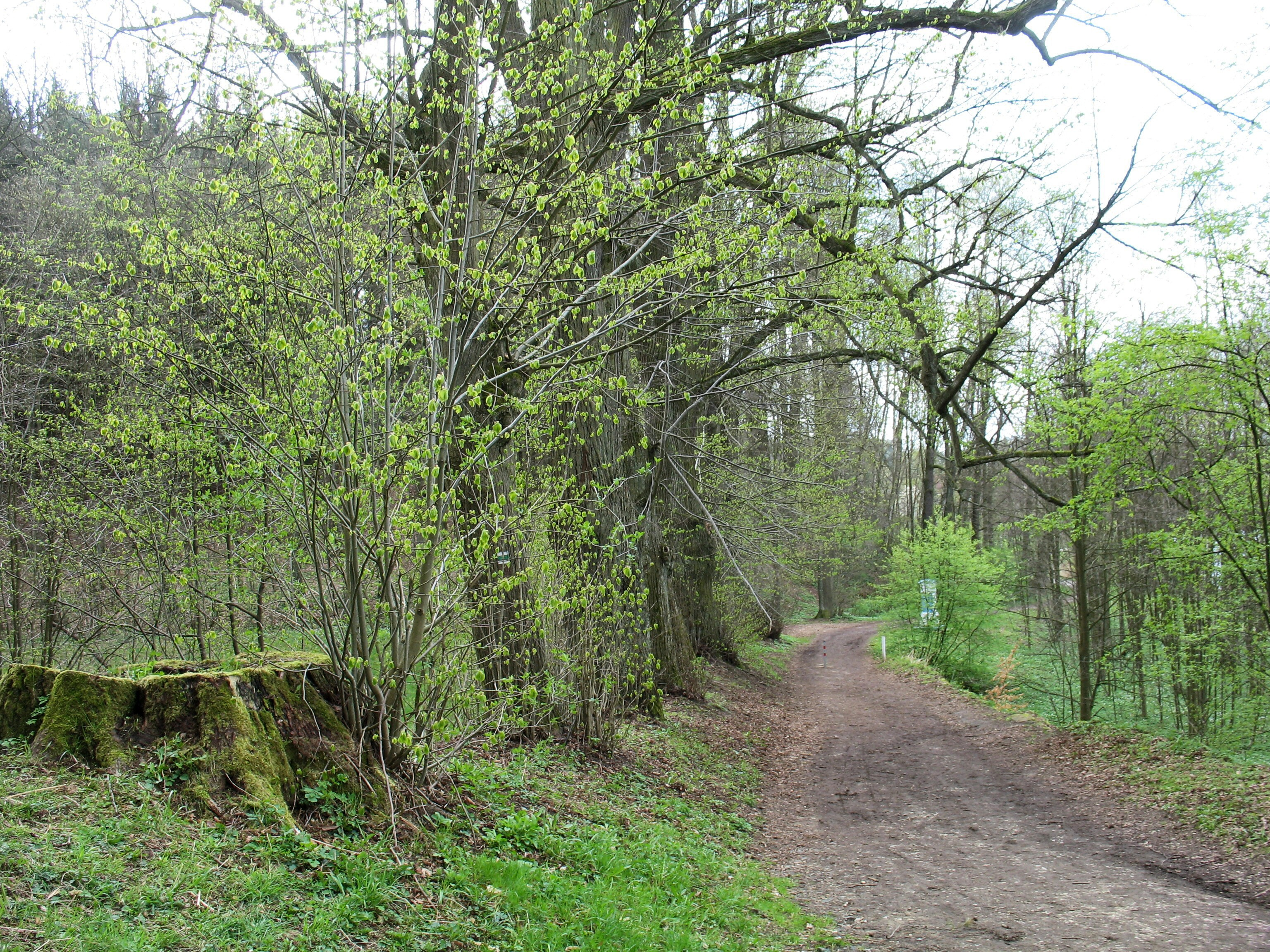
Alej od studánky k Markvartickému rybníku
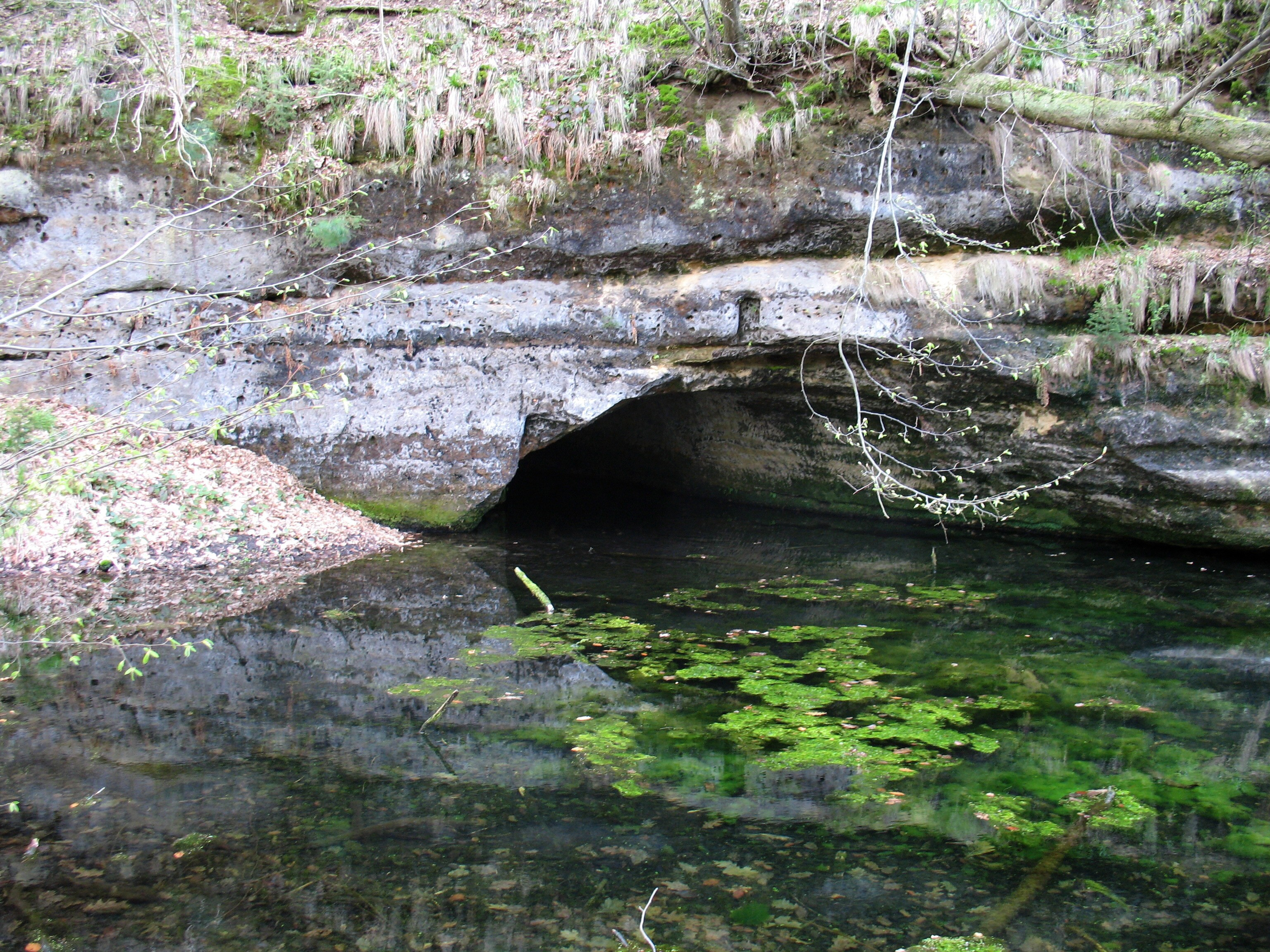
Ústí vodního tunelu do Černé tůně
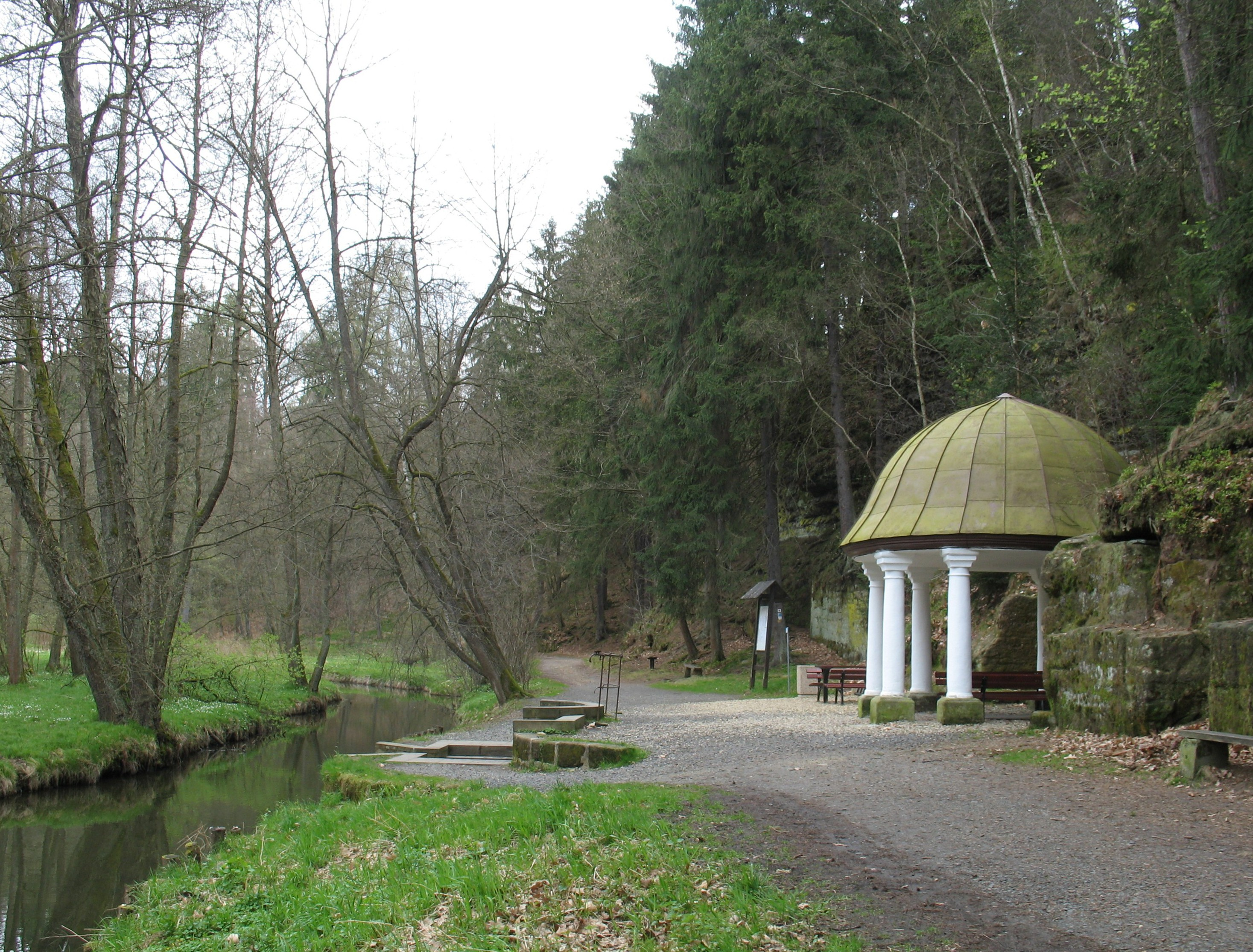
Studánka na břehu Panenského potoka
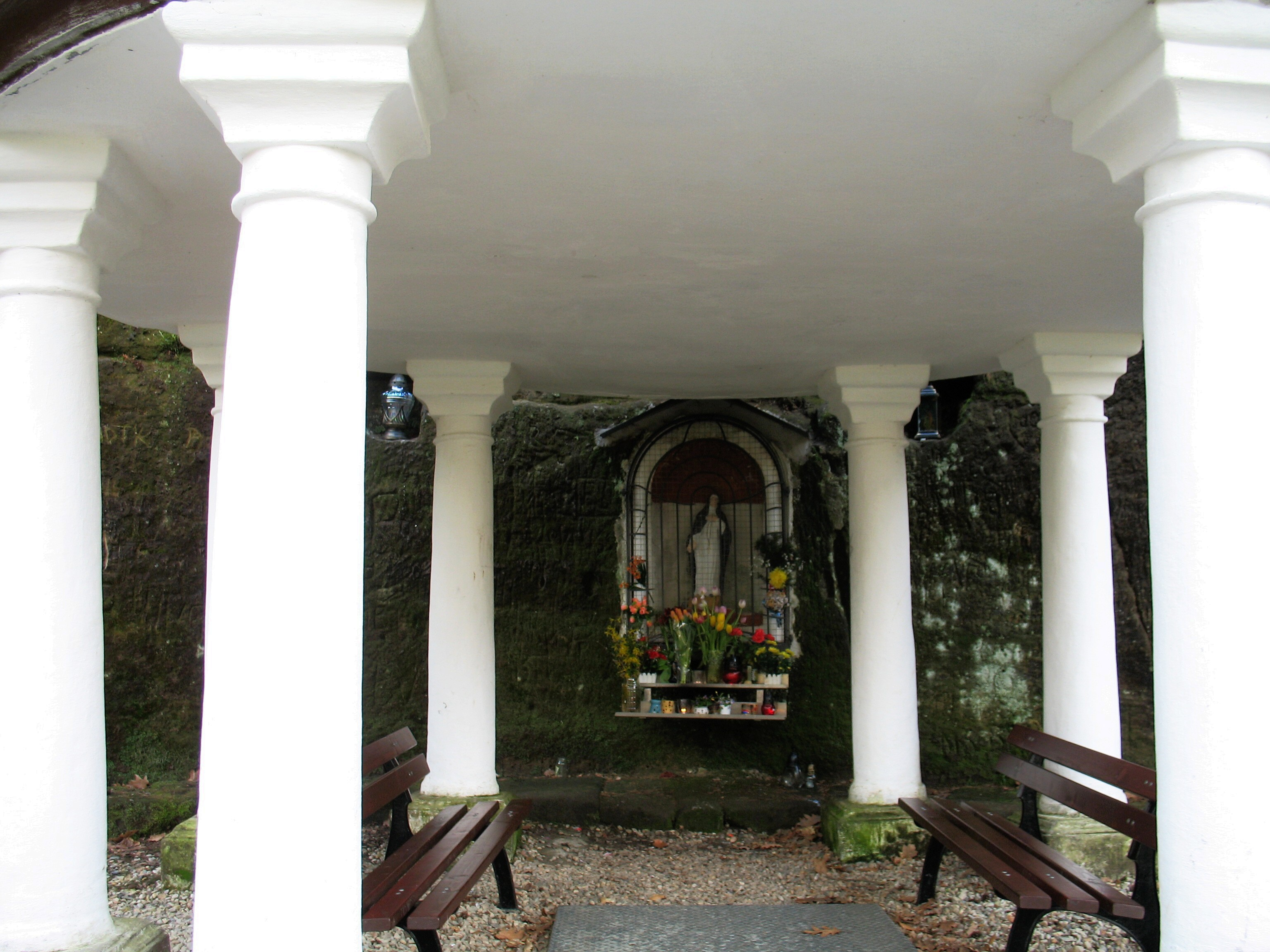
Soška světice uvnitř glorietu
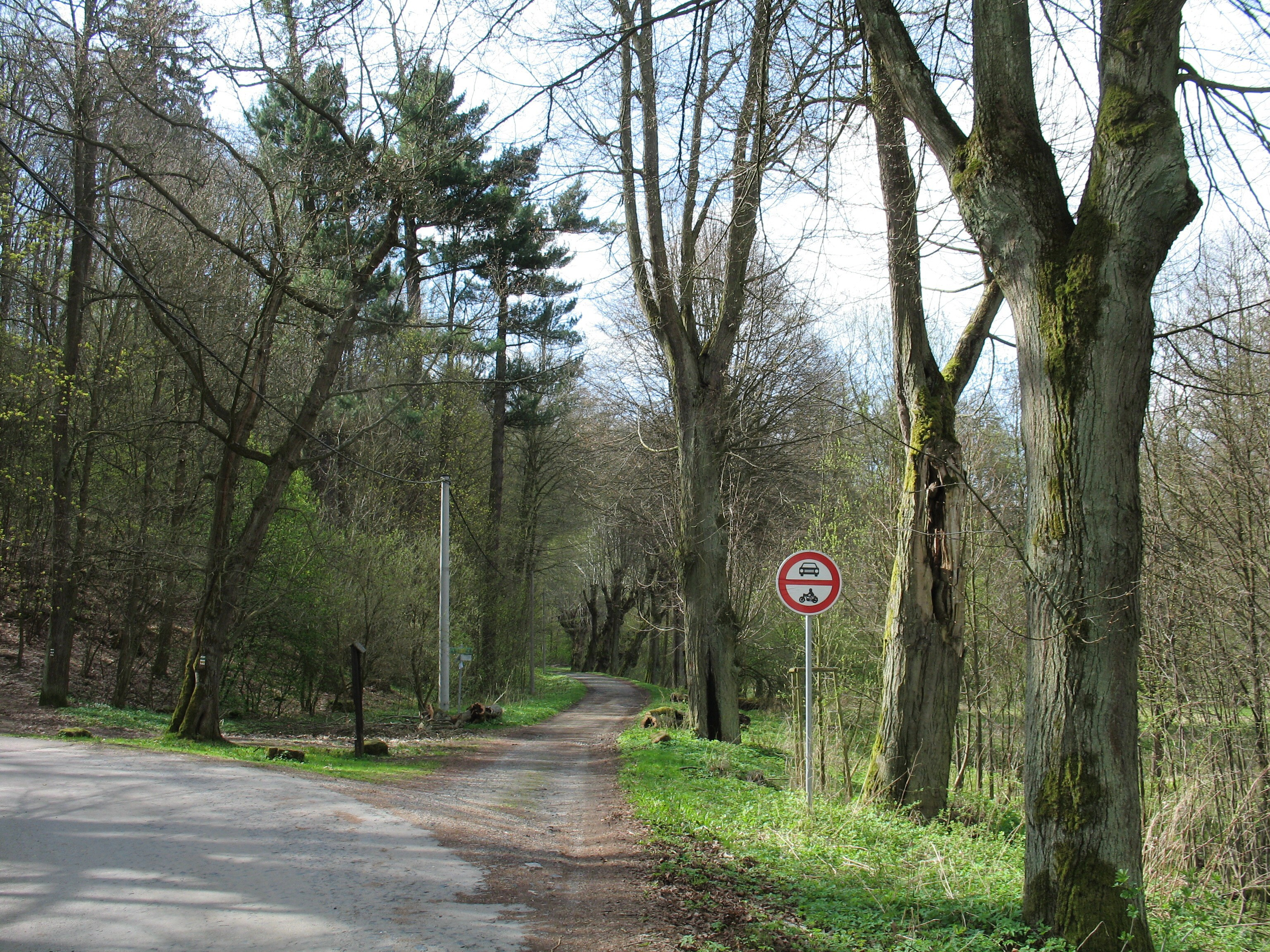
Cesta ke studánce od rozcestí pod Lemberkem